# Rue Jules-Cousin
La rue Jules-Cousin est une voie du 4e arrondissement de Paris, en France.

## Situation et accès

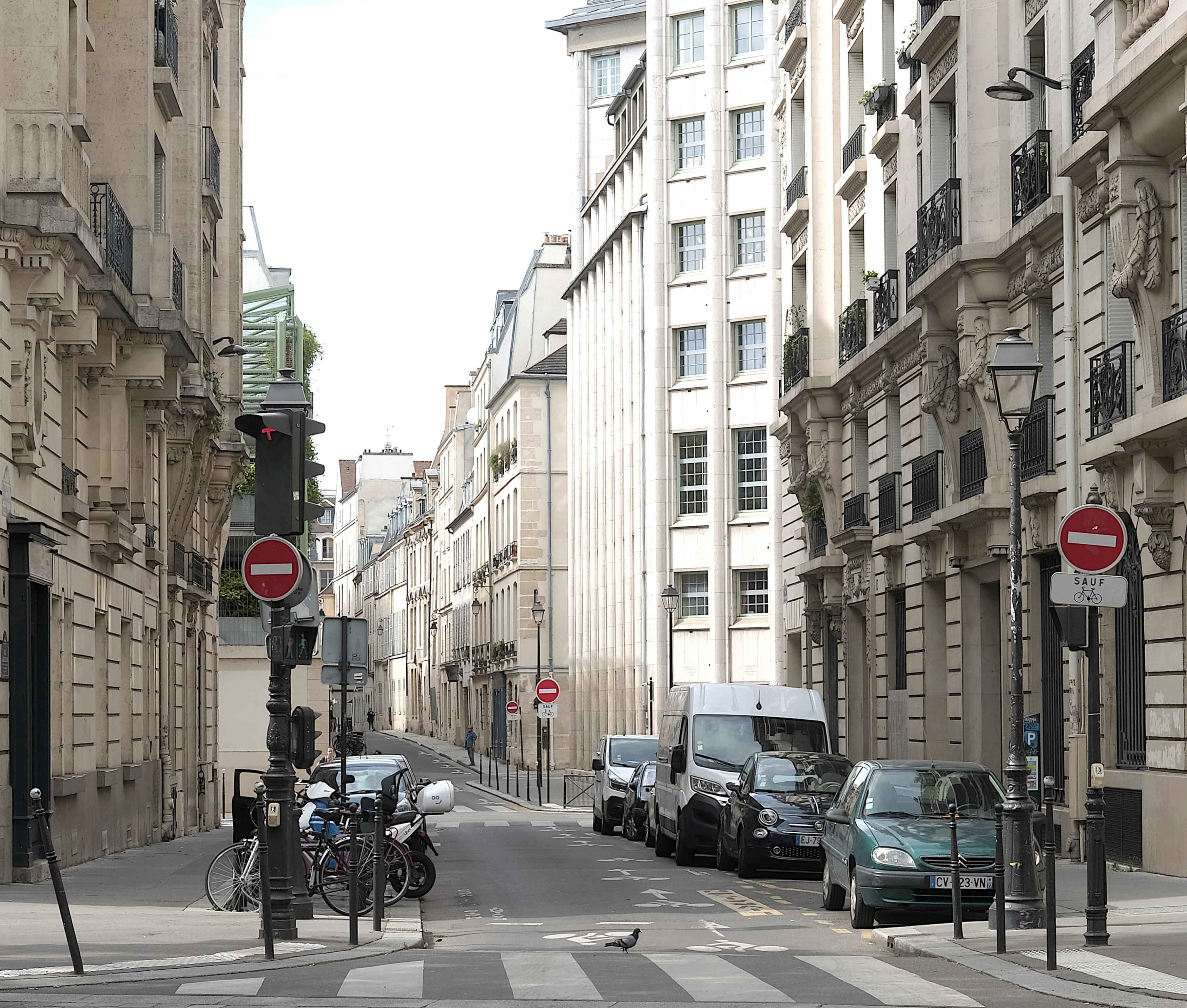
La rue Jules-Cousin vue depuis le boulevard Henri-IV.

La rue Jules-Cousin est une voie publique située dans le 4e arrondissement de Paris. Elle débute au 15, boulevard Henri-IV et se termine au 10, rue du Petit-Musc, où se trouve également l'école Massillon.
Elle est située à proximité de la station de métro Sully-Morland de la ligne 7 et de l'arrêt de bus du boulevard Henri IV.

## Origine du nom

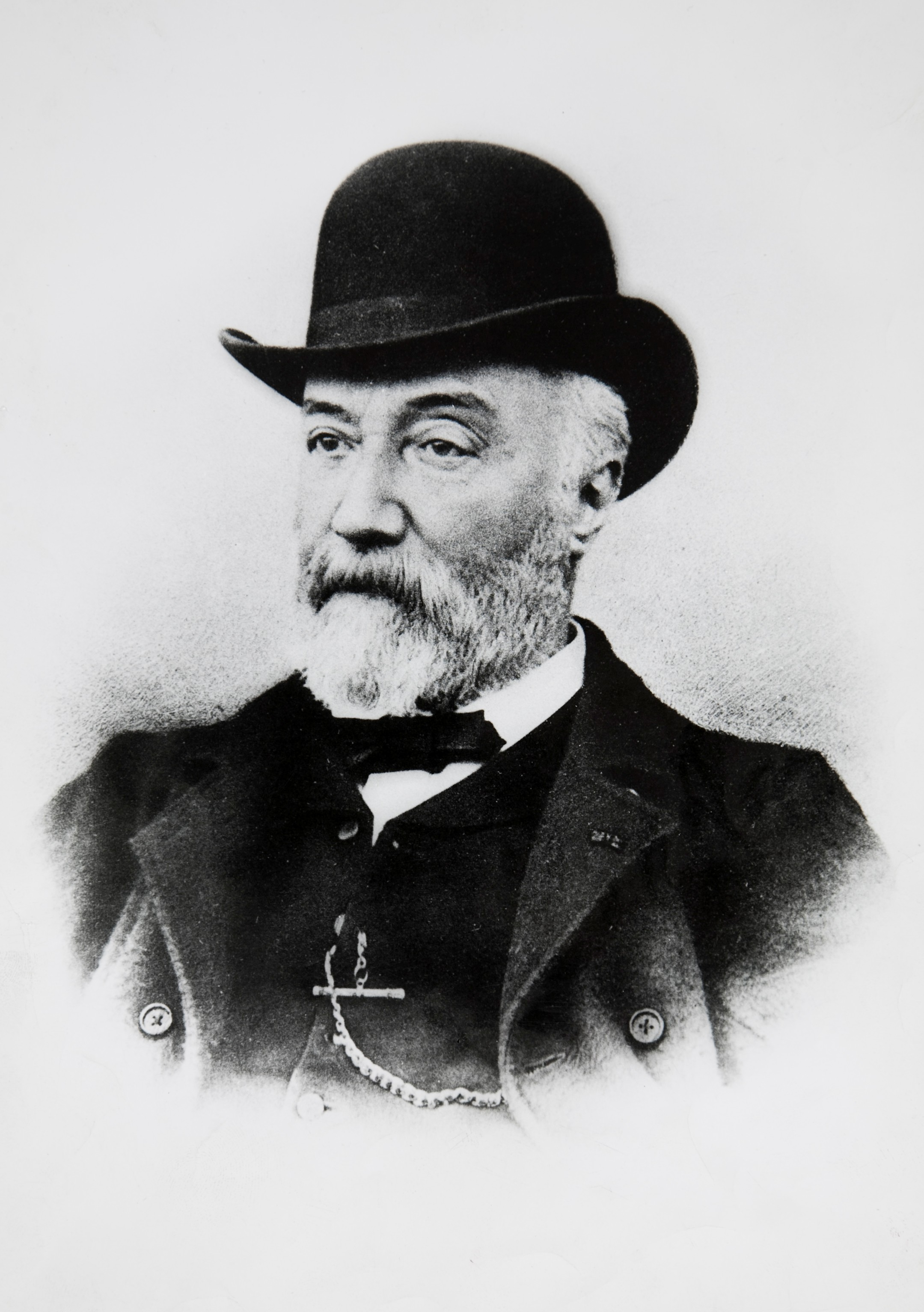
Jules Cousin.

Le nom de la rue fait référence à Jules Cousin (1830-1899), collectionneur de livres et bibliothécaire français, donateur de 6 000 livres et 10 000 estampes au musée Carnavalet.

## Historique
Cette voie est ouverte sur l'emplacement de l'ancienne caserne des Célestins. Elle prend son nom actuel en 1904,.

## Bâtiments remarquables et lieux de mémoire
- No 4 : en 1948, on trouve à cette adresse le siège des Éditions de la Table Ronde[3] et, en 1989, celui de la Délégation artistique de la ville de Paris[4].